# Saint Paul (Indiana)
Pour les articles homonymes, voir Saint-Paul.
La ville de Saint Paul est située dans les comtés de Decatur et Shelby, dans l’État de l’Indiana, aux États-Unis. Sa population s’élevait à 1 031 habitants lors du recensement de 2010, estimée à 1 050 habitants en 2016.

## Source
- (en) Cet article est partiellement ou en totalité issu de l’article de Wikipédia en anglais intitulé « St. Paul, Indiana » (voir la liste des auteurs).